# Spectriforma bifurcata
Spectriforma bifurcata är en insektsart som beskrevs av Kenneth Hedley Lewis Key 1976. Spectriforma bifurcata ingår i släktet Spectriforma och familjen Morabidae. Inga underarter finns listade i Catalogue of Life.